# Infierno, canto decimocuarto
El canto decimocuarto del Infierno de Dante Alighieri se sitúa en el tercer giro del séptimo círculo, donde son castigados los violentos contra Dios, naturaleza y arte. La acción sucede durante el alba del 9 de abril de 1300 (Sábado Santo) o, según otros comentaristas, del 26 de marzo de 1301.

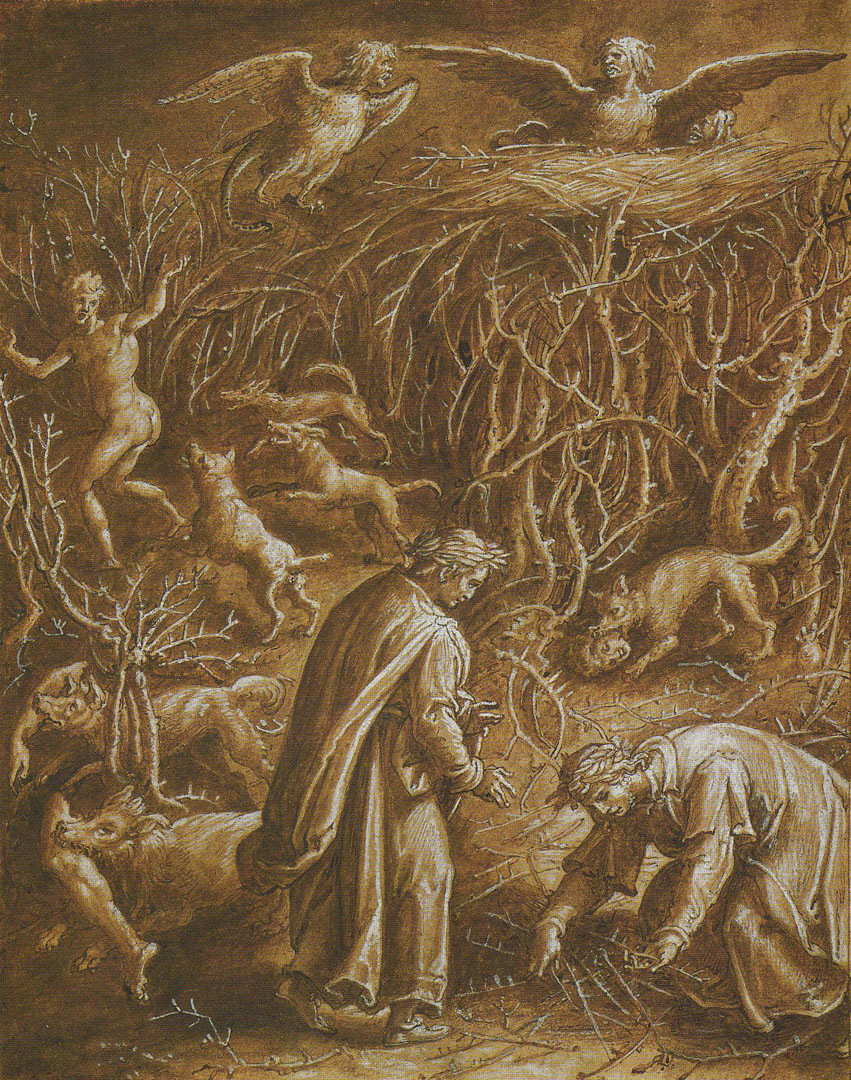
Dante junta las ramitas quebradas del suicida florentino, ilustración de Giovanni Stradano (1587)

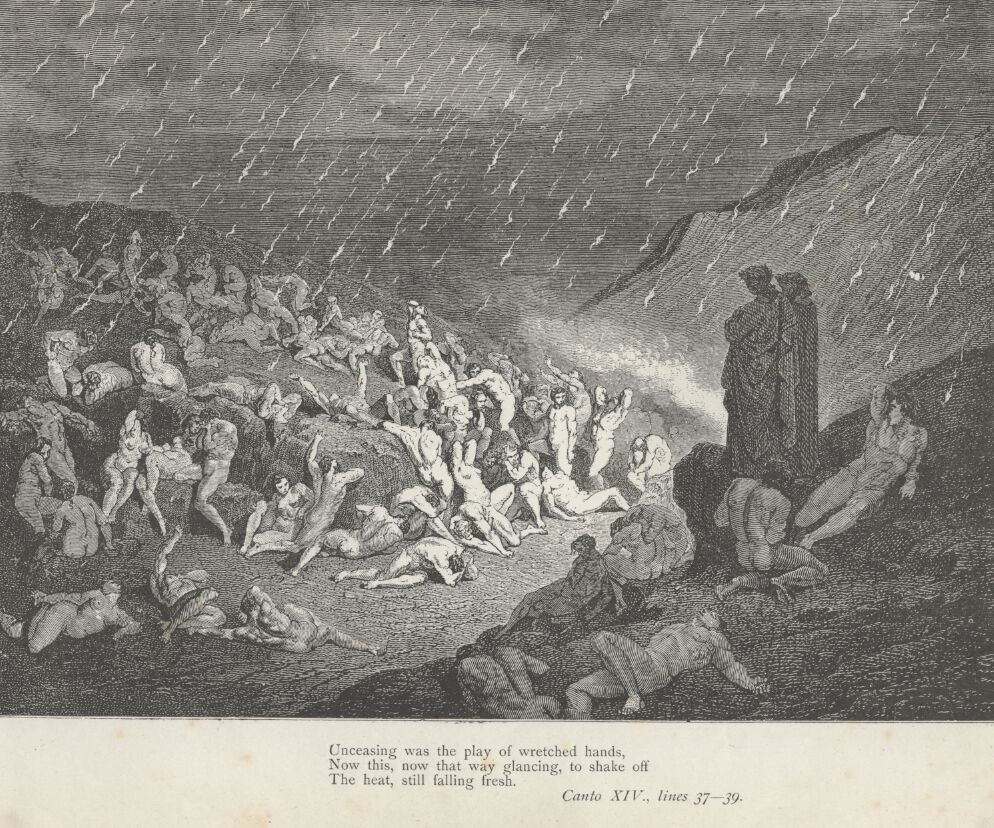
La "playa" de los violentos contra Dios y naturaleza, ilustración de Gustave Doré.

## Análisis del canto

### La llanura ardiente - versos 1-42

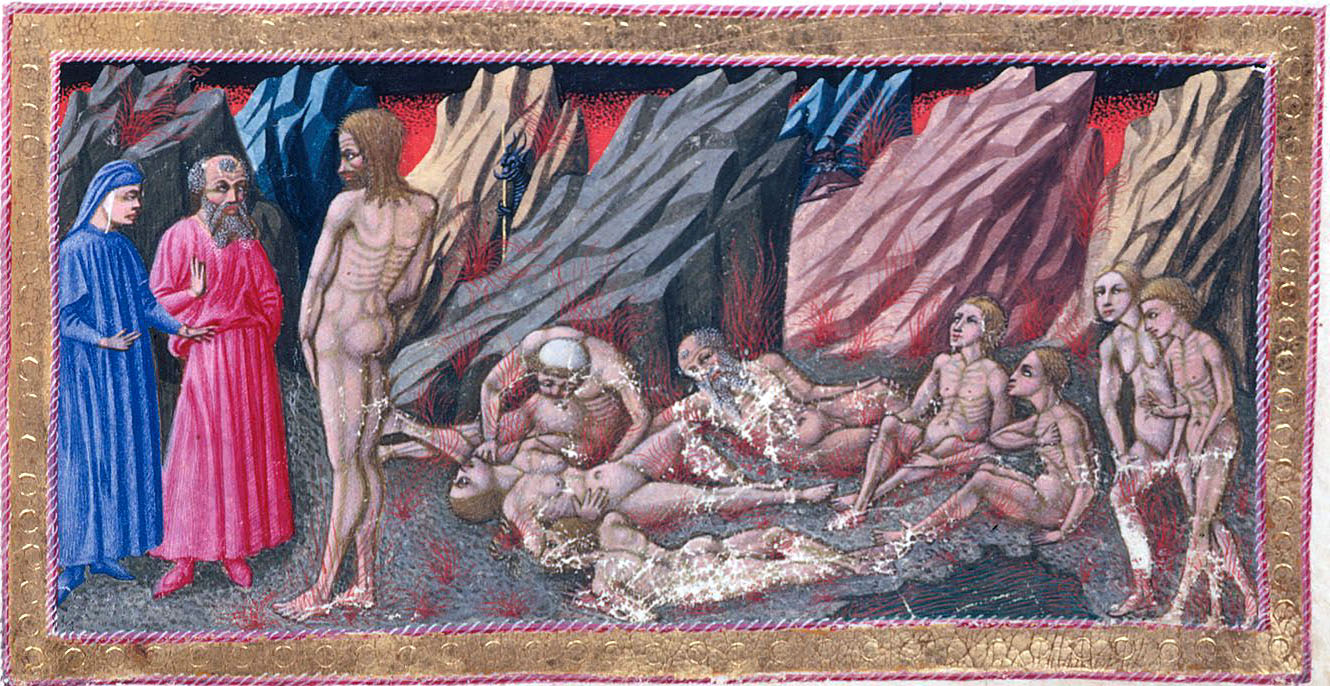
Priamo della Quercia, ilustración del Canto XIV.

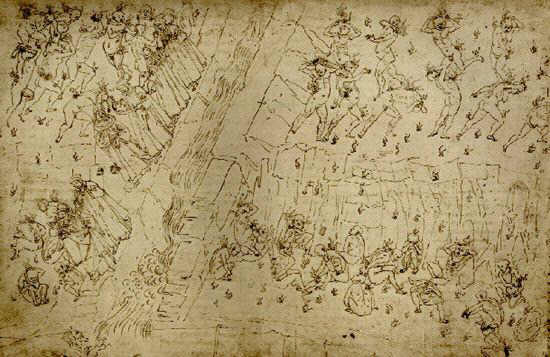
Sandro Botticelli, el círculo de los violentos contra naturaleza y Dios.

El canto inicia uniéndose al final del canto XIII: Dante, lastimado por las palabras del ciudadano anónimo suicida transformado en arbusto y golpeado por la lucha entre un derrochador y los perros infernales ya que "condolido por el amor de mi lugar natal", junta las ramas rotas, como fue pedido en el canto precedente, y las mete en la base de la muda planta.
Dante y Virgilio llegan al límite entre los dos círculos donde ven la tremenda mano de la justicia que castiga sin excepción a los nuevos condenados. Aquí hay una llanura sin vegetación, a la cual la selva de los suicidas hace de "guirnalda", como a ella hace la zanja del Flegetonte (Dante quiere hacer recordar el río de sangre hirviente pasado hace dos giros, porque pronto deberá hablar de nuevo de él). Aquí los poetas se detienen sobre la orilla de la playa, parecida a aquella que pisó Catón de Útica (episodio narrado por Lucano en la Farsalia) y, después de una invocación a Dios, el poeta pasa a describir a las almas castigadas. Ellas están desnudas (todos los condenados están desnudos, pero a veces Dante lo recuerda solo para enfatizar sus miserias) y son muy numerosas. Todas lloran pero no todas siguen una misma ley. Algunas yacen a tierra, las más atormentadas, otras están sentadas, otras, más numerosas, corren sin parar. Todo está coronado por una continua lluvia de fuego, espesa como la nieve que cae sobre los Alpes cuando no hay viento: una imagen tomada de la Biblia (Génesis XIX 24 y Libro de Ezequiel XXXVIII 22). No existe un contrapaso preciso: se puede solo decir que como la lluvia ardiente destruyó Sodoma, así castiga a los condenados. Además, un hecho así innatural como la lluvia de fuego en lugar de agua está en consonancia con aquellos que fueron contra las leyes naturales.
Dante no explica quienes son estos condenados, pero lo hará gradualmente en los próximos tres cantos: los que yacen en el piso son los violentos contra Dios (blasfemadores), los que corren son los violentos contra la naturaleza (sodomitas) y los sentados son los violentos contra la naturaleza y el arte (los usureros). En la presentación de los condenados en los sucesivos cantos Dante no seguirá el orden del menor pecado al más grave, sino que iniciará con los blasfemadores y terminará con los usureros.
Volviendo a la lluvia ardiente Dante hace una similitud, inspirada en una carta de Alejandro Magno a Aristóteles: Dante compara la continua lluvia a aquella que Alejandro vio en India, después de la cual ordenó a sus soldados de pisar el suelo para extinguir las llamas, ya que el fuego se apaga mejor cuando es chico y está aislado. En la carta en cuestión los hechos son un poco distintos y se habla de dos precipitaciones impresionantes: primero una gran nevada, que hizo necesario que los soldados pisasen el terreno, seguida por una potente lluvia de chispas ardientes, que ellos tuvieron que sofocar con sus ropas. Dante se confunde y mezcla las imágenes, probablemente porque no había leído la carta directamente, sino que la había encontrado mencionada en las Meteora de Alberto Magno, en la que se encuentra el mismo esquema de la Comedia.
En el Infierno además la arena se prende fácilmente, como yesca bajo el pedernal, y duplica las penas de los condenados, quemados por arriba y por abajo. Finalmente, Dante es golpeado por el continuo movimiento de las manos de los condenados, que se agitan para apagar las llamas.

### Capaneo – vv. 43–72

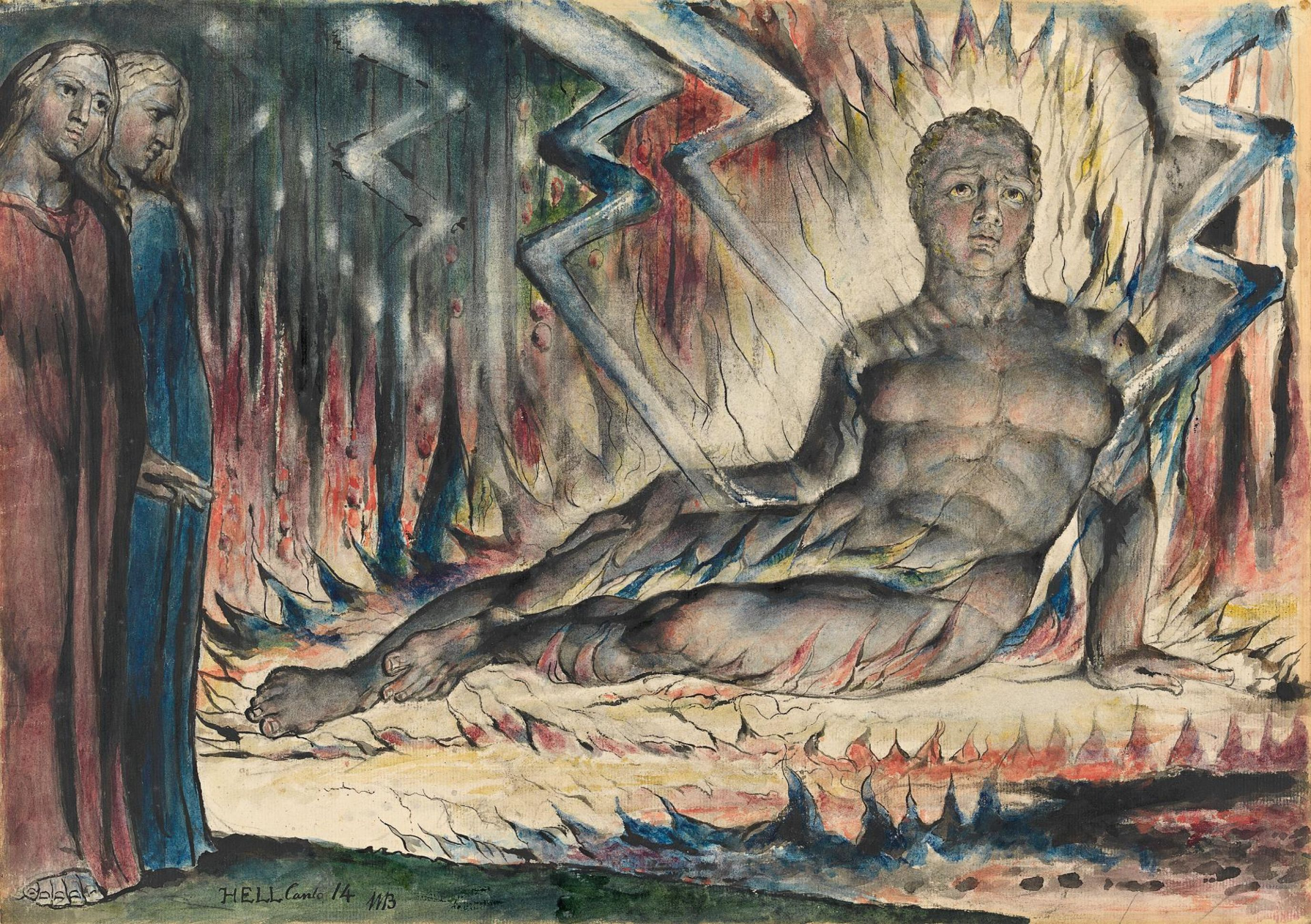
Capaneo, imaginado por William Blake.

Dante se dirige entonces a Virgilio y no está bien en claro por qué siente la necesidad de recordarle que él venció en todo excepto en la puerta del bajo Infierno. El episodio del canto VIII quizás viene retomado por su significado alegórico, como la razón (simbolizada por el poeta latino) no pueda vencer los pecados de malicia sin ayuda divina (de hecho en el canto aparece el mensajero divino). El poeta italiano le pregunta quién es aquella gran figura (¿grande en el físico o grande de mente?) que parece que no se preocupa del incendio y está echada retorcida y desdeñosa, como si la lluvia no la lastimase.
Y este hombre, al darse cuenta de que se habla de él, grita: (perífrasis) "Yo soy muerto aquel que era vivo (un blasfemador). Júpiter puede fatigar cuanto quiere a su herrero del cual tomó el rayo que me azotó, y puede fatigar a todos los cíclopes sus ayudantes, día tras día en la oscura chimenea del Etna, gritando –Oh buen Volcán ¡ayuda, ayuda!–, como hizo en la batalla de Flegra (contra los gigantes), flechándome con toda su fuerza por cuanto quiso: de mi no podría tener venganza" (vv. 51–61).
Este anatema gritado sin aire está lleno de ira contra la divinidad, pecado por el cual es castigado Capaneo (su nombre será revelado en el verso siguiente), uno de los siete reyes que asediaron Tebas y que, como narra Estacio en la Tebaida, después de la victoria se alzó sobre los muros de la ciudad derrotada gritando blasfemias contra dios hasta que Zeus lo fulminó con una flecha. En su grito de venganza contra Dios él estimula a Júpiter a lanzarle ahora cuanto rayos quiera, pero nada podrá aplacar su espíritu rebelde.
Hay que notar como el dios pagano sea usado como pantalla del verdadero Dios, por lo tanto las maldiciones lanzadas contra él son castigadas al igual que aquellas contra el Dios cristiano. Dante, después de todo, nunca habría podido poner una verdadero blasfemia o maldición contra su Dios.
Virgilio, después de haber oído la imprecación, se dirige ahora enfurecido al condenado: (perífrasis) "Capaneo, tu castigo está justamente en tu implacable soberbia y en tu continua rabia que son adecuadas a tu pecado" (vv. 63–66). Es decir, entiende que Dios no se quiere vengar obligándolo a someterse, ni procurándole penas físicas, sino que la tortura está justamente en la soberbia eterna y en su rabia impotente, debida a la repetición continua de su pecado. Virgilio reitera esto también a Dante, al cual se dirige más sereno y le explica la historia de los siete reyes de Tebas y de como el desprecio de Capaneo es un digno adorno de su corazón (malvado).
La blasfemia para Dante, por lo tanto, ejemplificada magistralmente por el episodio, no consiste en la accidental imprecación, sino en un desprecio íntimo de la divinidad y de la falta de reconocimiento de su superioridad. No tiene nada que ver con el ateísmo, porque quien lanza una injuria admite implícitamente la existencia del injuriado (y además los ateos o epicúreos son tratados en el Canto X).

### El arroyo de sangre - vv. 73-93

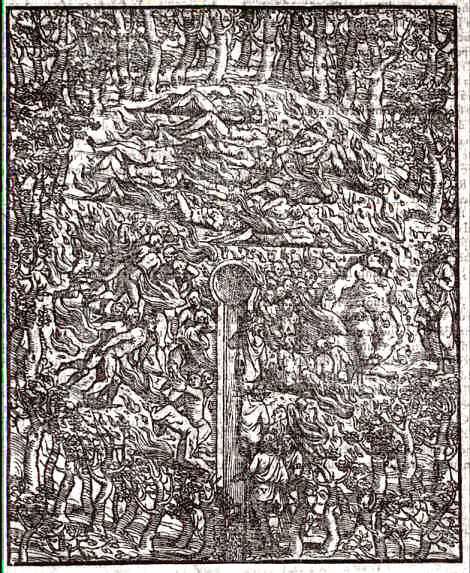
La llanura de los condenados del 3° giro del VII círculo, Alessandro Vellutello (1534).

Entonces Vigilio íntima a Dante a seguirlo, prestando atención a no tocar la arena con los pies, quedándose en el borde del bosque. Llegan entonces donde sobresale un pequeño río rojo de sangre, que estremece a Dante al hacerle recordar a los condenados del Flegetonte de dos círculos atrás. Se trata de hecho del mismo río, como explicará Virgilio dentro de poco. En tanto Dante lo compara al Bulicame, una fuente caliente en la vecindad de Viterbo, las cuales aguas fueron divididas en canaletas en las habitaciones de las mujeres del lugar. Existen dos lecciones sobre estas figuras: la más difundida es la de prostitutas, pero algunos sostienen las relacionadas con la peinadura de la lana (difícil interpretación de la palabra "pecadoras").
Dante nota también la presencia de diques de piedra (serán descritos con dos similitudes en el próximo canto), y Virgilio hace notar como es admirable que las llamas se apaguen al contacto con los vapores del agua. Pero Dante parece no entender (¿no entiendo que se trata de la emisión del Flegetonte o no entiende que haya de maravilloso en el mensaje de Virgilio?). El "duca" entonces inicia una larga explicación alegórica sobre el llamado "Viejo de Creta".

### El Viejo de Creta - vv. 94-120
La alegoría del llamado "Viejo de Creta" está entre las más complejas del poema. Su colocación en el canto sirve para explicar el origen de los ríos infernales.
Ante todo Virgilio comienza a describir la Isla de Creta:

En medio del mar hay un arruinado país,

dijo él entonces, llamado Creta,

bajo cuyo rey (Saturno) ya fuera el mundo casto (Edad de Oro).

Tiene una montaña antaño feliz

en aguas y en verde fronda, llamada Ida,

y que hoy está yerma como una cosa vieja.

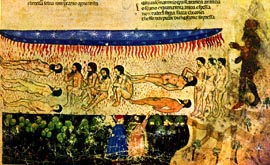
La llanura de los violentos contra naturaleza, Dante y Virgilio, desde abajo del bosque, indican el Viejo de Creta sobre la derecha (manuscrito de anónimo veneto, final

Creta era el lugar del mítico nacimiento de Zeus, como Virgilio recuerda en el tercina sucesiva: Rhea o Cibele la eligió como cuna segura para el hijo y para esconderlo mejor de Saturno, el padre que, a causa de una profecía sobre un hijo que lo habría derrocado, comía toda la prole. Entonces ella le pidió a los Coribantes, sus devotos, de cubrir el lloriqueo del niño con sus gritos.
Adentro de este monte, sigue el poeta latino, está en pie un "viejo", una estatua colosal de viejo, que da la espalda a Damieta (e Egipto), y ve hacia Roma reflejándose.
De estos primeros elementos vemos por qué la elección de Creta como el lugar simbólico: se la consideraba patria de la civilización y lugar de origen de lo divino. Estaba a mitad camino entre Oriente, sede de los inicios de la civilización, y Roma, centro del mundo latino actual, según Dante.
Sigue una descripción del viejo, tomada fielmente del pasaje bíblico del sueño de Nabucodonosor, contenida en Daniel II 31-33. Este ser tiene la cabeza de oro fino, los brazos y el pecho de plata y el busto hasta la ingle de cobre. Las piernas son de hierro, comprendido el pie izquierdo, mientras que el derecho es de cerámica y justo sobre este pie más frágil él se apoya más.
De toda otra parte, excepto de aquella de oro, se abren fisuras que gotean lágrimas, que recogen después y salen de la cueva bajo forma de río. Este río después desciende roca por roca y forma el Aqueronte, el Estige y el Flegetonte. Después bajan todavía más y confluyen en el Cocito, donde más no se puede bajar (Dante imagina allí el centro de la tierra). Virgilio concluye diciendo que más adelante verá aquel estaño, pero no quiere hablar ahora. Respecto a Daniel los pies son diferentes, mientras que en la Biblia son un amalgama de piedra y hierro, que golpeados por una piedra separada de si, se rompen y hacen colapsar toda la estatua. No hay rastros de la grietas que gotean sobre el llanto ininterrumpido.
La explicación de este complejo sistema de símbolos es derivada de la tradición bíblica: las varias secciones del Viejo representarían las épocas de la civilización. De un época dorada, de donde no salen lágrimas, es decir sin pecado (pecadores que lloren), se pasa a reinos cada vez menos virtuosos y más frágiles, hasta los dos pies que representarían la época contemporánea. Su división sería típica del mundo de Dante entre poder papal e imperial: el Imperio sería el pie de hierro, todavía fuerte pero poco presente, porque ahora se apoya más sobre el otro pie, el papal, más débil porque es de arcilla, pero más poderoso. El viejo, corrompido por innumerables fracturas se reflejaria en Roma, también ella dominada por la corrupción.
Según otra interpretación más "filosófica", ligada a la Etica de Aristóteles, el Viejo representaria la decadencia del alma en todos los seres humanos, con la cabeza de oro que simboliza el libre albedrío y con las otras secciones más o menos deterioradas por el pecado que serían las varias facultades psíquicas. Las lágrimas tendrían una función iniciadora porque con su evaporación apagarian las llamas del giro permitiendo el pasaje del peregrino Dante. En definitiva el llanto del viejo sería una alegoría del pecado, que nace de los hombres y castiga a los mismos hombres a través de los ríos infernales.

## Los ríos infernales - vv. 121-142
Dante necesita de otra explicación y pide a Virgilio porque si este río viene del mundo de los vivos lo encuentran solo ahora, y el poeta latino responde que hasta ahora ellos bajaron siempre hacia la izquierda, pero todavía no hicieron un giro completo. Después Dante pide donde están el Flegetonte y el Lete, no citados antes, y el maestro responde que el hervir del agua del río rojo debería haber ya repuesto su pregunta. Mientras que en cuanto al Lete, Dante lo verá, pero fuera de la fosa infernal porque es el lugar donde "allá donde a lavarse van las almas / y la culpa arrepentida se les trueca" es decir en el Purgatorio (cfr. Canto XXVIII)
Después Virgilio corta rápido e incita a Dante a alejarse del bosque, siguiéndolo a él por el camino que no quema.